# Le Bourg-Saint-Léonard

Le Bourg-Saint-Léonard este o comună în departamentul Orne, Franța. În 1 ianuarie 2018 avea o populație de 397 de locuitori.